# Pleasure P
Pleasure P (* 7. Dezember 1984 in Miami, Florida; richtiger Name Marcus Ramone Cooper) ist ein US-amerikanischer R&B-Sänger.

## Lebenslauf
Cooper wurde von seiner Mutter alleine großgezogen, erst mit 25 lernte er seinen leiblichen Vater kennen. In seiner Jugend spielte die Musik eine große Rolle, er schrieb seine eigenen Lieder und sang im High-School-Chor. Bereits mit 19 Jahren wurde er Vater.
Kurz darauf lernte er das Brüdertrio von Pretty Ricky kennen, das von ihrem Vater gemanagt wurde. Dieser nahm ihn dann auch als Sänger der Band auf. Wegen seiner angenehmen Stimme erhielt er den Spitznamen „Pleasure“, abgekürzt P., woraus schließlich Pleasure P wurde. Mit Pretty Ricky nahm er zwei sehr erfolgreiche Alben auf, die mehrere Top-40-Hits in USA und Großbritannien enthielten. Nach dem Nummer-eins-Album Late Night Special 2007 folgte allerdings die Trennung im Streit und Pleasure P startete eine Solokarriere.
Ende 2008 erschien seine Debütsingle Did You Wrong, die in die Hot 100 einstieg und in den R&B-Charts recht erfolgreich lief. Auch die Nachfolgesingle Boyfriend #2, die als Vorläufer für sein Debütalbum The Introduction of Marcus Cooper lief, schaffte es in die Charts.
Marcus Cooper ist außerdem Mitbesitzer des Modelabels Jean Addicts.

## Diskografie
Alben
- The Introduction of Marcus Cooper (2009)

Singles
- Did You Wrong (2008)
- Hunt 4 U (Teairra Marí featuring Pleasure P.; 2009)
- Shone (Flo Rida featuring Pleasure P.; 2009)
- Boyfriend #2 (2009)
- Under (2009)